# Atiu
Pour l'ancienne circonscription électorale, voir Atiu (circonscription).
Atiu ou Enuamanu (« l'île aux oiseaux ») est une île volcanique culminant à 70 mètres d'altitude, située dans les Îles Cook, à 187 kilomètres au nord de Rarotonga.
Avec Mitiaro et Mauke, Atiu forment le groupe des Ngaputoru (« les Trois racines » en maori).

## Histoire
Elle fut découverte par James Cook le 31 mars 1777.
John Williams fut le second Européen à faire escale sur l'île. Il y déposa deux évangélistes (orometua) originaires de Tahaa (archipel de la Société), Tehei et Upa qui convertirent la population.

## Géographie
Mesurant 7,2 km (N/S) sur 4,8 km (E/O), sa superficie est de 27 km².
L'île est formée d'un makatea d'une largeur moyenne de 1100 mètres dont les falaises s'élèvent de 5 à 6 mètres côté récif, à 15 mètres du côté de l'intérieur. Le plateau central composé de roches basaltiques culmine à environ 70 mètres. Entre le makatea et le plateau central s'étend une zone de terre limoneuse entrecoupée de marais.
Les grottes Kopeka représente un intérêt particulier pour les touristes.

## Démographie
L'île compte aujourd'hui un peu plus de 600 habitants, regroupés dans 5 villages, dont le plus peuplé est Teeniu (423 habitants). Les autres villages sont Mapumai, Ngatiarua, Areora et Tengatangi.
Atiu possède un aéroport (code AITA : AIU).

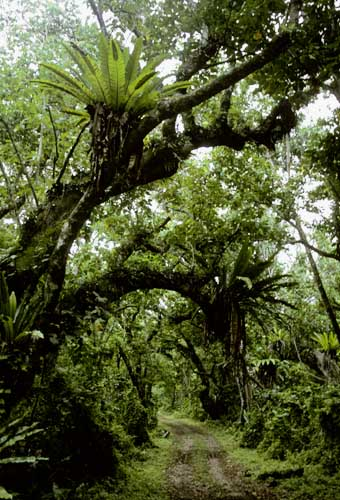
La forêt Limestone sur Atiu